# Круглый двор
Круглый двор — конный двор усадьбы Надаржинских-Голицыных в городе Тростянец. Строительство этого манежа начато в 1749 году сыновьями Тимофея Надаржинского.

## Архитектура
«Круглый двор» входил в состав поместья Надаржинских, впоследствии — Голицыных и использовался как сцена для цирка и актёров, а также для хозяйственных нужд.
Конный двор овального плана (65х85) похож на небольшую крепость, по периметру которой размещены четыре круглые ярусное башни и одноэтажные помещения, в которых даже в XX веке ещё жили люди. С восточной стороны «крепость» имеет большие кирпичные арочные ворота. Псевдоготические конные дворы такого типа известны и в других дворянских усадьбах екатерининского времени — например, в поместье «Красное».
Внешне Круглый двор окружает толстая стена со стрельчатыми нишами, которая разделена на два яруса карнизом с декоративными машикулями.

## История
Наследниками семьи Надаржинских были Корсаковы. После брака князя Василия Петровича Голицына с Софьей Корсаковой в его собственность перешёл и Тростянец. По желанию нового владельца Круглый двор был оборудован под цирк и конюшни.
Посетивший усадьбу Георгий Лукомский описал свои впечатления от увиденного в статье «Тростянец» столичного журнала «Столица и Усадьба» за 1916 год:
...Очень интересный цирк князей Голицыных, так называемый «Круглый двор», почти полностью сохранён. Это овальное большое здание представляет собой как бы маленькую крепость с четырьмя башнями на углах и воротами посередине. В этих башнях жили цирковые артисты, а также «танцовщицы» крепостного балета, который был у князя Голицына. Вдоль стен были расположены конюшни и места для зрителей. Барьеры лож не сохранились, но комнаты, которые служили артистам, остались почти в том же виде - теперь в них живёт обслуживающий имения. Во дворе находилась цирковая арена под открытым небом - своего рода греческий или римский Колизей. К сожалению, никаких памятников этих замечательных, по устным рассказам, представлений не осталось. Всё это уничтожено временем.
В первой половине XX века (довоенные и послевоенные годы) «Круглый двор» использовался для жилья, потом как склад и только уже позже ему присвоили звание уникального памятника архитектуры.

## Современность

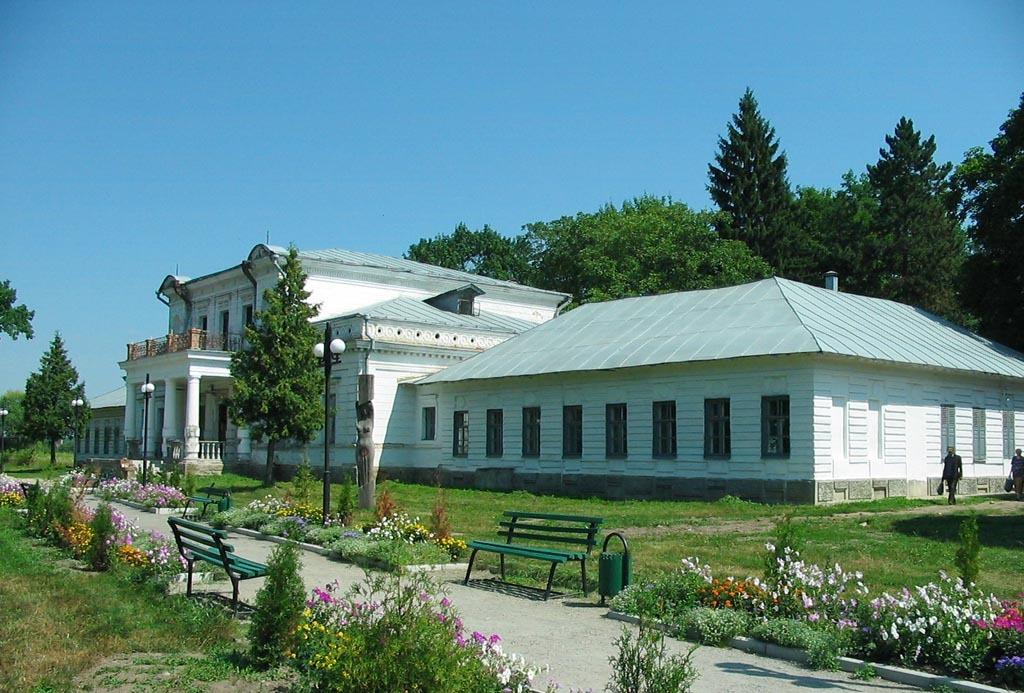
Усадьба Голицыных в Тростянце, к которой относился Круглый двор

За годы советской власти Круглый двор был доведён до разрухи. В 2007 году памятник начали ремонтировать и проводить восстановительные работы. Однако сейчас они приостановлены из-за нехватки средств.
В том же 2007 году на территории «Круглого двора» был проведён фестиваль «Боромля-2007».
А на Всеукраинском конкурсе «Семь чудес Украины» «Круглый двор» представлял Тростянец и Сумщину — на старте этой общеукраинский культурной акции в мае 2007 года его (вместе с Софрониевским монастырём и Памятником мамонту) включили в тройку «чудес» от Сумщины в «топ-100» самых удивительных объектов государства.
В 2022 году в ходе боёв за Тростянец строение было повреждено.